# Bessemer Trust

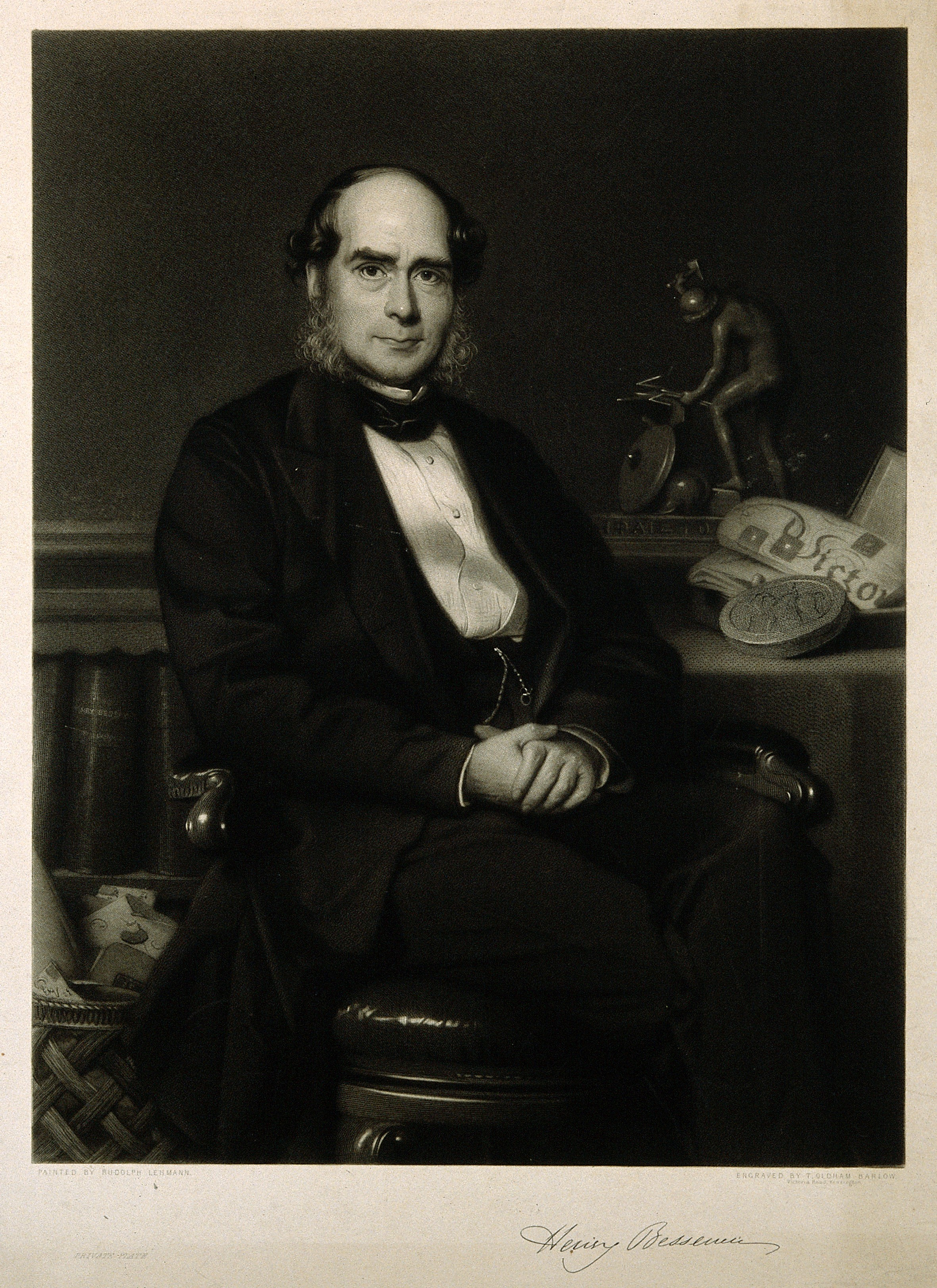
Sir Henry Bessemer

Bessemer Trust est un multi family office dont le siège social est situé à New York aux États-Unis.